# イオアニス・コレティス

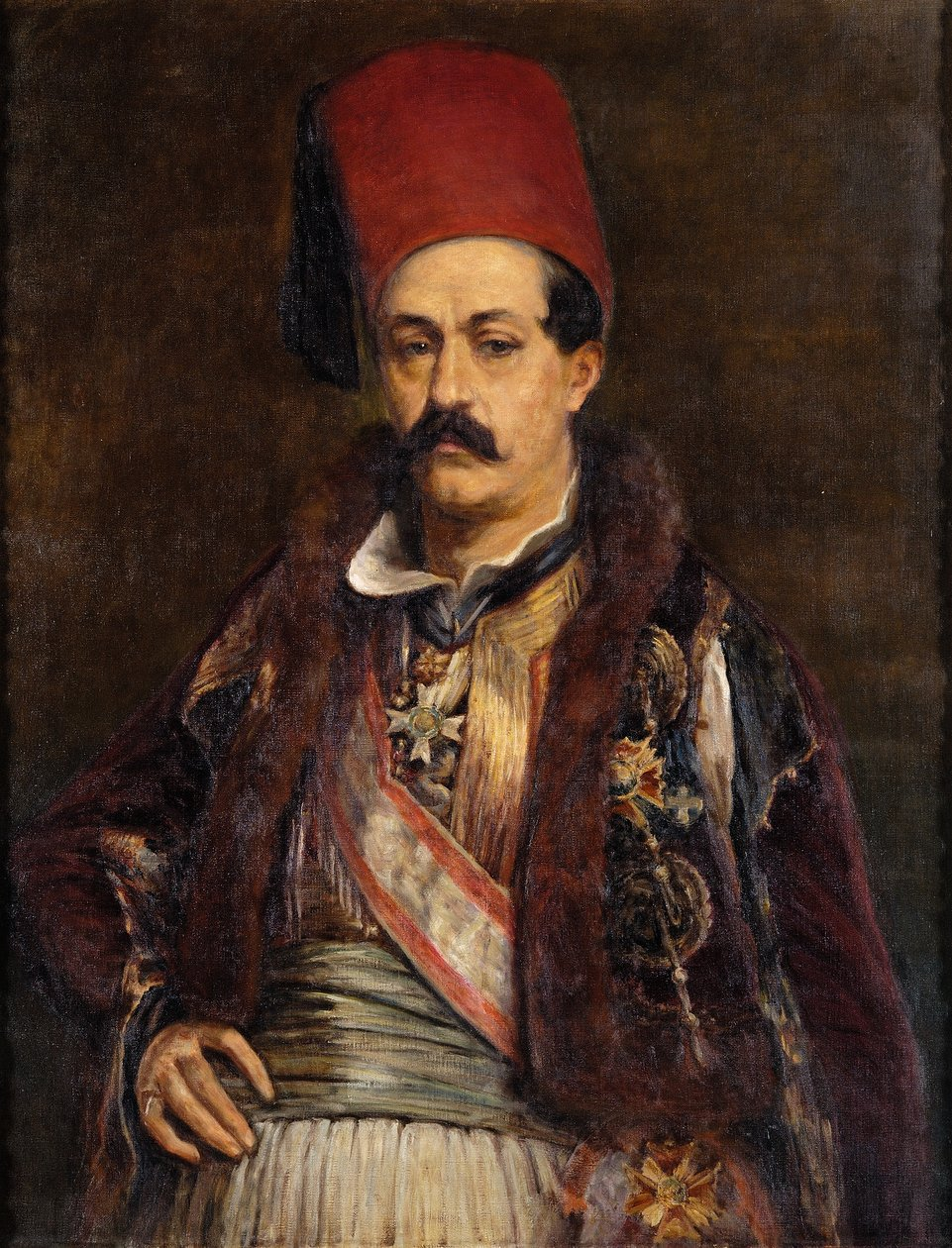
イオアニス・コレティス

イオアニス・コレティス（イオアニス・コレッティスとも、希: Ιωάννης Κωλέττης, アルーマニア語: Ioan Coletti, 1773年 – 1847年)はギリシャ独立戦争とその後のギリシャ政界において活躍した政治家。ロマンス語系言語を用いる少数民族であるアルーマニア民族出身。
彼は生涯、ギリシャ民族衣装『フスタネッラ』を着用し続けた。

## 前半生
コレティスはイピロス地方シラッコスで生まれ、イタリアのピサで医学の教育を受けた。当時イタリアで巻き起こっていたカルボナリなどの民族主義思想の影響を受け、ギリシャのオスマン帝国からの独立運動に参加する事になった。
1813年彼はイオアニアで医師を開業した。医業で成功を収め、アリ・パシャの子であるムフタル・パシャの侍医を務めるまでになった。1819年にギリシャ独立を目指す秘密組織フィリキ・エテリアに入り、アルーマニア人村落でオスマン帝国に対する蜂起を呼びかけたが、トルコ側の弾圧にあい失敗した。

## ギリシャ独立戦争
エピダヴロスで開催された第一回ギリシャ国民会議に、彼はイピロス地方の代表として参加した。1822年には内務大臣の職に就いた。アストロスでの第2回国民会議以降ではエヴィア島の地方官に任命され、トルコ軍との戦闘に従事した。
彼は中央ギリシャにおける反乱軍を率いていたルメリ党に属し、1824年、クンドゥリオティスを元首とすることに反対するテオドロス・コロコトロニス率いるペロポネソス半島の反乱軍と対決、これを撃破してコロコトロニスを捕虜としてイドラへ投獄した。
第3回国民議会では、トルコ軍の物資が集積されていたペロポネソス半島の町を攻撃するためにテッサリア、マケドニア地方から兵士を移送する任務についた。
イオアニス・カポディストリアスが1828年にナフプリオに到着すると彼はサモス島の総督に任命された。翌年には国防大臣となっている。カポディストリアスの暗殺後は1832年まで内戦が続き、彼は再びルメリ党の指導者となった。彼はテオドロス・コロコトロニスとアウグスティノス・カポディストリアスとの3人で共同統治を試みたが、対立が深まり失敗に終わった。

## オソン1世統治下での政治活動
西欧列強により国王に推挙されたオソン1世統治下で彼は陸海軍の大臣を歴任した。1835年にはフランス駐在大使に任命されて条約の調印や借款の交渉にあたったが、これはコレティスを政治の舞台から遠ざけるための処置であった。また、パリ駐在大使の間、ギリシャの民族衣装「フスタネッラ」の着用を主張して物議を醸している。
コレティスはパリ滞在中、フランソワ・ピエール・ギヨーム・ギゾーと親密になったが、この関係がフランス人らにギリシャに関心を常にもたらせる事になった。
1843年9月3日、アテネで憲法制定を求めクーデターが発生すると彼はギリシャへ帰還して、憲法制定議会の審議において重要な役割を果たし、ギリシャ王国外のギリシャ人「ヘテロフソン」運動を唱えてギリシャ王国内のギリシャ人「アフトフソン」によるギリシャ支配に反対、ギリシャの歴史、ギリシャ民族に関わる国に住む者は誰であれギリシャ人であると訴えた。こうして大ギリシャ主義である『メガリ・イデア』の定義が設定されることとなった。
1844年に行われた第一回総選挙では共に政党"フランス党"を結成し、ありとあらゆる手段をとって過半数を確保して首相に就任、極端な中央集権主義を取り王室の政治介入を促した。そして『メガリ・イデア』の実現を願っていたコレティスは国内に対して無為無策であり、王国の領土拡大とコンスタンティノープルの奪取を狙っていた。
さらに山賊まがいの行為や賄賂、選挙操作を駆使して自らの権力確保を行ったが、このためにコレティスはギリシャ政治史においては腐敗を促進させた人物として記憶され、1843年の革命を経てギリシャにもたらされた憲法も事実上、無力化した。
しかし、コレティスの反トルコ政策は民衆からの強い支持があったため、"イギリス党"の指導者アンドレアス・メタクサスと共に政権を担当した。
メタクサスの辞任後首相に任命され、1847年に死ぬまで職を務めた。